# 尖叶卤蕨
尖叶卤蕨（学名：Acrostichum speciosum）为卤蕨科卤蕨属下的一个种。